# Trankvill och Davidsmåla
Trankvill och Davidsmåla är en av SCB avgränsad och namnsatt småort i Torsås kommun i Kalmar län. Den omfattar bebyggelse i Trankvill och Davidsmåla i Torsås socken.